# Вулиця Космонавтів (Миколаїв)
Вулиця Космонавтів — вулиця загальною протяжністю близько 6,8 кілометрів, розташована у південно-східній частині міста, в Інгульському районі Миколаєва.

## Географія
Вулиця починається на перехресті із Залізничною вулицею, потім повертає ліворуч і закінчується глухим кутом біля санаторію Дубки. Перетинається з Троїцькою, Дніпровською, Водопійною, Електронною, Вінграновського, Нагірною, Китобоїв, Миколаївською, Турбінною, 28-ї Армії, Чайковською та Передовою, 2-ю, 3-ю, 4-ю, 7-ю, 9-ю та 12-ю Поздовжною вулицями; Херсонським шосе та провулками Дружним, Космонавтів, Петра Саранчука, Полярним, Ювілейним; проспектами Богоявленським, Миру та площею Перемоги. Іде паралельно з вулицями Молодогвардійська та 12-ю лінією. Є асфальтованою двосмуговою дорогою з двостороннім рухом і однією проїжджою частиною.
Нумерація будинків з непарної сторони йде від будинку 1 і закінчується будинком 97А, по парній — від будинку 2 до будинку 156А.
По вулиці прокладено автобусні та трамвайні маршрути громадського транспорту. Залізничний вокзал знаходиться на відстані близько 500 метрів від перехрестя з проспектом Миру. Відстань до центрального автовокзалу — 2 кілометри.

## Будівлі, заклади
До суспільно важливих будівель належать Миколаївський хірургічний центр, медичний коледж, школи, будинок дитячої творчості, Інспекція державного архітектурно-будівельного контролю, машинобудівний ліцей та дитячий садок. Також на вулиці знаходиться Помісна Християнська Церква та сквер «Миколаївський». Забудова змішана — є як багатоповерхові, так і одноповерхові будинки.